# Casa al carrer Sant Benet, 79 (Sant Hilari Sacalm)
LA Casa al carrer Sant Benet, 79 és una obra de Sant Hilari Sacalm (Selva) inclosa a l'Inventari del Patrimoni Arquitectònic de Catalunya.

## Descripció
Gran casa, formada de diversos cossos, situada al nucli urbà de Sant Hilari Sacalm.
L'edifici principal, de planta poligonal, té planta baixa i pis, està cobert per una teulada irregular a doble vessant, amb un impressionant ràfec de cinc fileres.
A la façana principal d'aquest cos, a la planta baixa, trobem la porta d'entrada en arc de llinda, sobre la qual hi ha una finestra protegida amb una reixa de ferro forjat amb la data 1955, que indicaria quan es va acabar l'edifici. Aquestes dues obertures estan envoltades de carreus de pedra. A l'esquerra de la porta d'entrada, hi ha una finestra en arc de llinda protegida per una reixa de ferro forjat. Al costat esquerre d'aquesta, un gran portal en arc de mig punt, format per dovelles de pedra i carreus de pedra als brancals. Al costat esquerre del portal, una finestra en arc de llinda, voltejada de carreus de pedra, amb ampit de pedra, i protegida per una reixa de ferro forjat coronada per una estructura de treball de fora amb volutes, i dues lletres B i J, sobreposades, dins un òvol. Al pis, en destaca la tribuna hemi-hexagonal que hi ha sobre el portal. Al costat esquerre, fent cantonada, hi ha una galeria amb arcs de mig punt. Al costat dret de la tribuna, i fent cantonada, hi ha una terrassa petita, que s'hi accedeix des de la façana lateral per una obertura en arc de llinda o arc pla. Adossat en aquest mateix costat, hi ha una mena de galeria, amb unes escales que comuniquen al jardí. Adossat al primer cos, i amb façana al jardí, hi ha un altre cos, de planta baixa i pis, amb dues tribunes a cada planta. I adossat a aquest últim cos, un altre de planta baixa i pis.
Les façanes estan arrebossades i pintades de color ocre, excepte la pedra que envolta les obertures o de les balaustrades, així com el maó d'alguns balcons, que són visibles.

## Història
La construcció principal data, segons el registre cadastral, de l'any 1955.